# Clytosaurus priapus
Clytosaurus priapus là một loài bọ cánh cứng trong họ Cerambycidae.